# Mesoschendyla picturata
Mesoschendyla picturata är en mångfotingart som beskrevs av Lawrence 1966. Mesoschendyla picturata ingår i släktet Mesoschendyla och familjen småjordkrypare. Inga underarter finns listade i Catalogue of Life.